# Trabea natalensis
Trabea natalensis là một loài nhện trong họ Lycosidae.
Loài này thuộc chi Trabea. Trabea natalensis được Anthony Russell-Smith miêu tả năm 1982.